# Shirley Jones

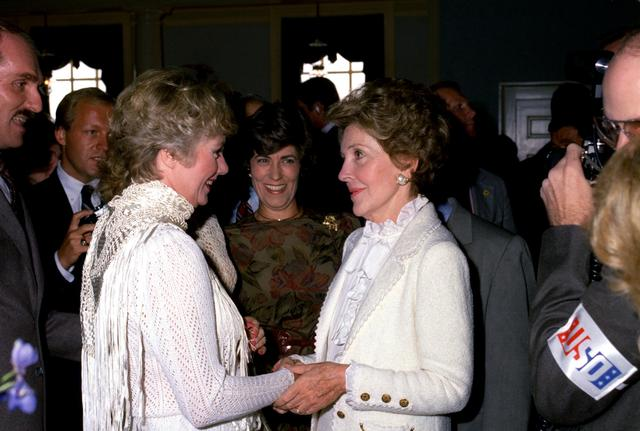
Shirley Jones och Nancy Reagan 1982.

Shirley Mae Jones, född 31 mars 1934 i Charleroi, Pennsylvania, är en amerikansk skådespelare.

## Biografi
Jones föddes i Charleroi, Pennsylvania men växte huvudsakligen upp i Smithton i samma delstat. Namnet Shirley fick hon efter den tidens största barnstjärna, Shirley Temple. Jones började sjunga tidigt; hennes dröm var att få sjunga med sin stora idol Gordon MacRae.
När hon avslutat sina skolstudier reste hon till New York för av provsjunga, och fick en roll i Broadwayuppsättningen av South Pacific. Hon gjorde filmdebut 1955 i Oklahoma!, där hon spelade en enkel bondflicka som var förälskad i en ung man, spelad av ingen mindre än Gordon MacRae.
Jones medverkade till att börja med i musikaler, ofta som söt, pigg och sund ung flicka, men belönades med en Oscar för bästa kvinnliga biroll för en helt annan typ av kvinna, nämligen som prostituerad i Elmer Gantry. Bland övriga filmer Karusell (1956), Två red tillsammans (1961) och Music Man (1962). Genom åren har hon också haft gästroller i många TV-filmer.
Åren 1956–1974 var hon gift med skådespelaren Jack Cassidy; paret fick tre söner tillsammans och hon var styvmor till en av 1970-talets största tonårsidoler, David Cassidy; de två spelade tillsammans i den populära TV-serien Partridge Family (1970–1973).
Jones var, efter sitt äktenskap med Cassidy, gift med skådespelaren och komikern Marty Ingels, vilket hon var från år 1977 fram till hans död år 2015. Makarna fick aldrig några egna barn, men däremot, så skulle Ingels komma att adoptera Jones tre söner från hennes förra äktenskap, i och med deras giftermål i november 1977.

## Teater

### Roller
| År   | Roll              | Produktion                                                           | Regi         | Teater                          |
| ---- | ----------------- | -------------------------------------------------------------------- | ------------ | ------------------------------- |
| 1953 | Ensign Sue Yaeger | South Pacific Richard Rodgers, Oscar Hammerstein II och Joshua Logan | Joshua Logan | Broadway Theatre, New York, USA |